# (45298) Williamon
(45298) Williamon (2000 AE42) – planetoida z grupy pasa głównego asteroid okrążająca Słońce w ciągu 5,41 lat w średniej odległości 3,08 j.a. Odkryta 5 stycznia 2000 roku.